# Неуймин (лунный кратер)
Неуймин (лат. Neujmin) — крупный древний ударный кратер в южном полушарии обратной стороны Луны. Название присвоено в честь российского (советского) астронома Григория Николаевича Неуймина (1885—1946)  и утверждено Международным астрономическим союзом в 1970 г. Образование кратера относится к нектарскому периоду.

## Описание кратера

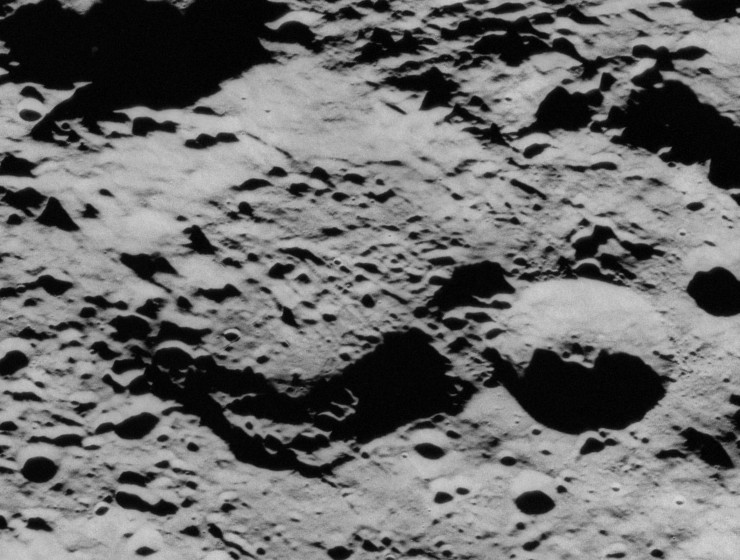
Снимок с борта Аполлона-17.

Ближайшими соседями кратера являются кратер Жирицкий на западе-северо-западе; кратер Ксенопонт на северо-западе; кратер Циолковский на северо-востоке; кратер Уотермен примыкающий к восточной-северо-восточной части кратера Неуймин; кратер Лампланд на юго-востоке и кратер Больяй на юге. Селенографические координаты центра кратера 26°41′ ю. ш. 125°10′ в. д. / 26,68° ю. ш. 125,17° в. д., диаметр 97,0 км, глубина 2,9 км.
Кратер Неуймин имеет полигональную форму с небольшим выступом в западной части, значительно разрушен и перекрыт вторичными импактами при образовании кратера Циолковский. Вал сглажен и отмечен множеством мелких кратеров, южная и северная части вала практически сравнялись с окружающей местностью, юго-западная оконечность вала перекрыта сателлитным кратером Неуймин P (см. ниже). Объем кратера составляет приблизительно 10200 км³. Дно чаши пересеченное, в северо-западной части чаши располагается маленький кратер окруженный темными породами.

## Сателлитные кратеры
| Неуймин | Координаты                                              | Диаметр, км |
| ------- | ------------------------------------------------------- | ----------- |
| P       | 28°31′ ю. ш. 124°13′ в. д. / 28,52° ю. ш. 124,21° в. д. | 39,1        |
| Q       | 30°01′ ю. ш. 121°50′ в. д. / 30,01° ю. ш. 121,83° в. д. | 17,9        |
| T       | 27°04′ ю. ш. 121°59′ в. д. / 27,07° ю. ш. 121,99° в. д. | 22,8        |

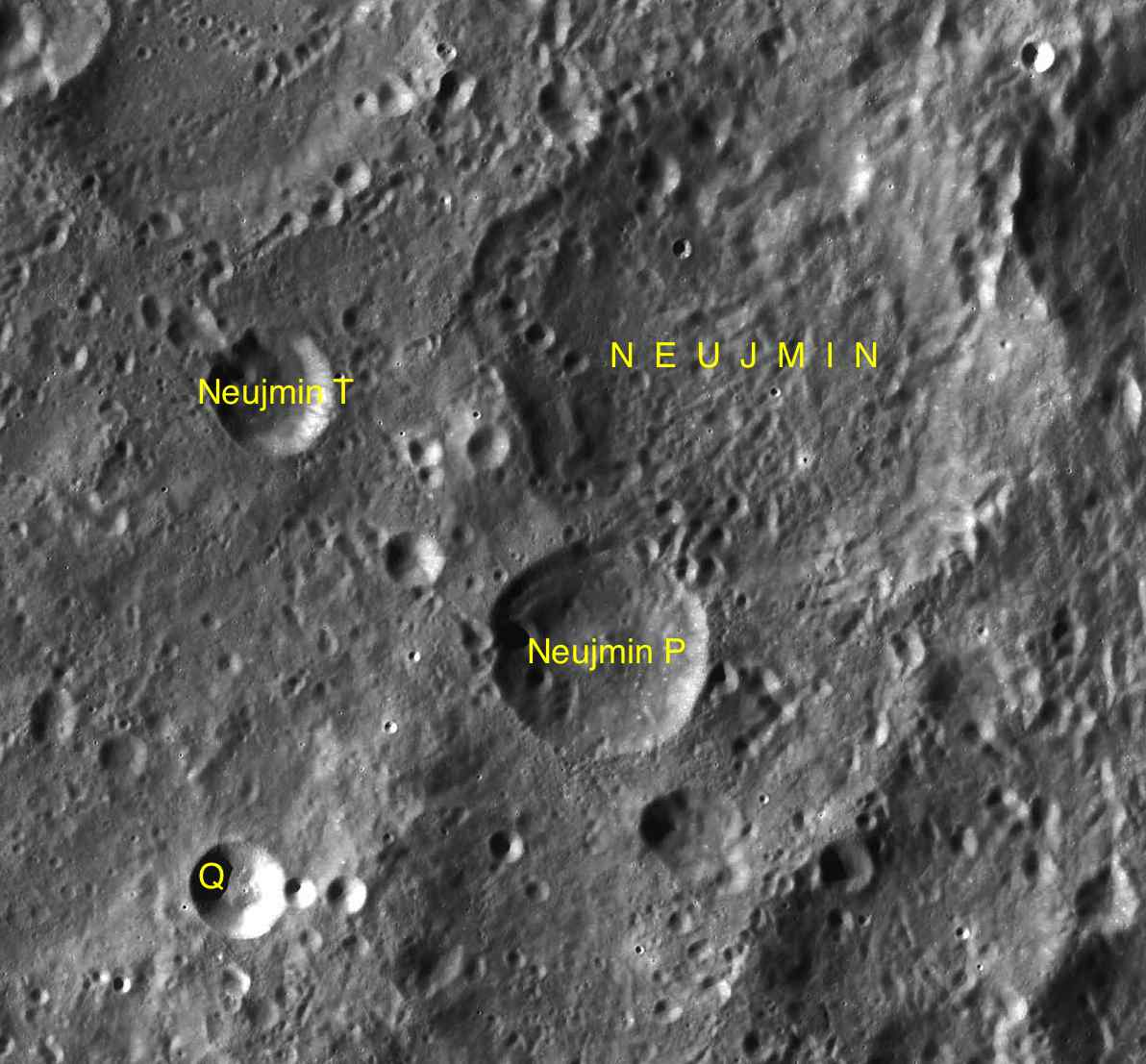
Фрагмент карты LAC-101.

- Образование сателлитного кратера Неуймин P относится к нектарскому периоду[1].